# Bayan Bulag, Bakre Urat
Bayan Bulag (kinesiska: 巴彦布拉格, 巴彦布拉格镇) är en köping i Kina. Den ligger i den autonoma regionen Inre Mongoliet, i den norra delen av landet, omkring 390 kilometer väster om regionhuvudstaden Hohhot.
Genomsnittlig årsnederbörd är 259 millimeter. Den regnigaste månaden är juni, med i genomsnitt 79 mm nederbörd, och den torraste är januari, med 1 mm nederbörd.